# Hors normes
Hors normes (bra: Mais que Especiais) é um filme de drama francês de 2019 dirigido por Olivier Nakache & Éric Toledano. Foi exibido fora da competição no Festival de Cannes 2019. No Brasil, foi lançado nos cinemas pela California Filmes em 25 de fevereiro de 2021. Antes do lançamento nos cinemas, foi apresentado na seleção do Festival Varilux de Cinema Francês 2020.

## Sinopse
O filme segue a rotina de Bruno e Malik que ensina jovens carentes a cuidarem de crianças e adolescentes com autismo.

## Elenco
- Vincent Cassel
- Reda Kateb
- Helene Vincent
- Bryan Mialoundama
- Alban Ivanov
- Benjamin Lesieur
- Marco Locatelli
- Catherine Mouchet
- Frederic Pierrot
- Suliane Brahim

## Recepção
Na França, o filme tem uma média da nota de imprensa de 3.9/5 no AlloCiné. No agregador de críticas Rotten Tomatoes, que categoriza as opiniões apenas como positivas ou negativas, o filme tem um índice de aprovação de 82% calculado com base em 11 comentários dos críticos.